# Ernest Lebègue
Pour les articles homonymes, voir Lebègue.
Ernest Lebègue né le 31 décembre 1862 à Nogent-sur-Marne et mort le 22 juillet 1943 à Paris, est un professeur et historien français.

## Biographie
Ernest Lebègue est le fils de Gustave Lebègue, chef d’une institution d’enseignement laïque de la commune et de Louise André dit Pontier.
Il épouse Marie-Louise Mougin en 1895 et en a plusieurs enfants. « Son fils aîné est mort glorieusement dans les derniers jours de la guerre après avoir été cité à l’ordre de l’armée » .
Il a pour frère Henri Lebègue (1856-1938), paléographe français. Il est également le neveu de l’éditeur et publiciste de Bruxelles, Alphonse-Nicolas Lebègue (1814-1885).

## Professeur d’histoire
Ancien élève de l'École normale supérieure, Ernest Lebègue est agrégé d’histoire et docteur ès lettres. Il travaille dans l’enseignement public pendant quarante-deux ans.
Il enseigne d’abord au lycée de Saint-Quentin (1886-1889) comme chargé de cours, puis comme professeur à Belfort (1889), Lille (1889-1893), Rouen (lycée Corneille (Rouen), 1893-1901). Il s’établit ensuite en région parisienne, d’abord au lycée Lakanal de Sceaux (1901-1916), puis à Paris successivement au lycée Carnot (1916-1919) et au lycée Charlemagne (1919-1925) où il termine sa carrière.
Ernest Lebègue est lié avec plusieurs anciens élèves de l’ENS dont Lucien Herr, professeur de philosophie et pionnier du socialisme français (1864-1926) et Joseph Texte, professeur de littérature comparée (1865-1900). Il échange une correspondance avec l’historien d'art français Émile Mâle, membre de l'Académie française (1862-1954).

## Spécialiste de la Révolution française
Ernest Lebègue collabore vers 1890 à la ‘’Revue de géographie’’, fondée en 1877 par Ludovic Drapeyron (1839-1901). Il est secrétaire général adjoint de la Société normande de géographie jusqu’en 1901. Il consacrera cependant l’essentiel de ses travaux à l’histoire, et notamment à la Révolution française de 1789.
Alors professeur au lycée Lakanal de Sceaux, Ernest Lebègue, soutient deux thèses pour le doctorat devant la faculté des lettres de Paris, en Sorbonne, le 24 décembre 1910. Sa thèse principale porte sur Jacques-Guillaume Thouret, député du tiers état de Rouen aux États généraux de 1789 puis président de l’Assemblée constituante. Il soutient également une thèse complémentaire sur les travaux de l'Assemblée provinciale de Haute-Normandie (1787-1790).
Ernest Lebègue réalise une conférence sur Adrien Duport, Antoine Barnave et Alexandre de Lameth le 12 mai 1911 à l’École des Hautes Études Sociales. Il présente une communication lors des Fêtes du millénaire de la Normandie sur la formation du département de la Seine-Inférieure, à Rouen le 8 juin 1911.
En 1935, Ernest Lebègue publie une biographie de Jean François Boursault-Malherbe (1752-1842), acteur, homme d'affaires et révolutionnaire français. Elle est couronnée en 1936 par le Prix Montyon délivré par l’Académie française.
Ernest Lebègue a été fait chevalier de la Légion d'honneur en janvier 1929. Sa candidature était soutenue par deux hommes politiques, un ministre de droite, Louis Marin, et un de gauche Paul Painlevé, ancien président du conseil.

## Publications
- La vie et l'œuvre d'un constituant : Thouret (1746-1794), Félix Alcan, Paris, 1910
- Procès-verbal de la Commission intermédiaire de l'Assemblée provinciale de Haute-Normandie, 1787-1790 (analyse et extraits), Félix Alcan, Paris, 1910
- Boursault-Malherbe, comédien, conventionnel, spéculateur, 1752-1842, Paris, Félix Alcan, Paris, 1935

## Distinctions
- Chevalier de la Légion d'honneur